# Rand Corporation

Rand Corporation logotyp.

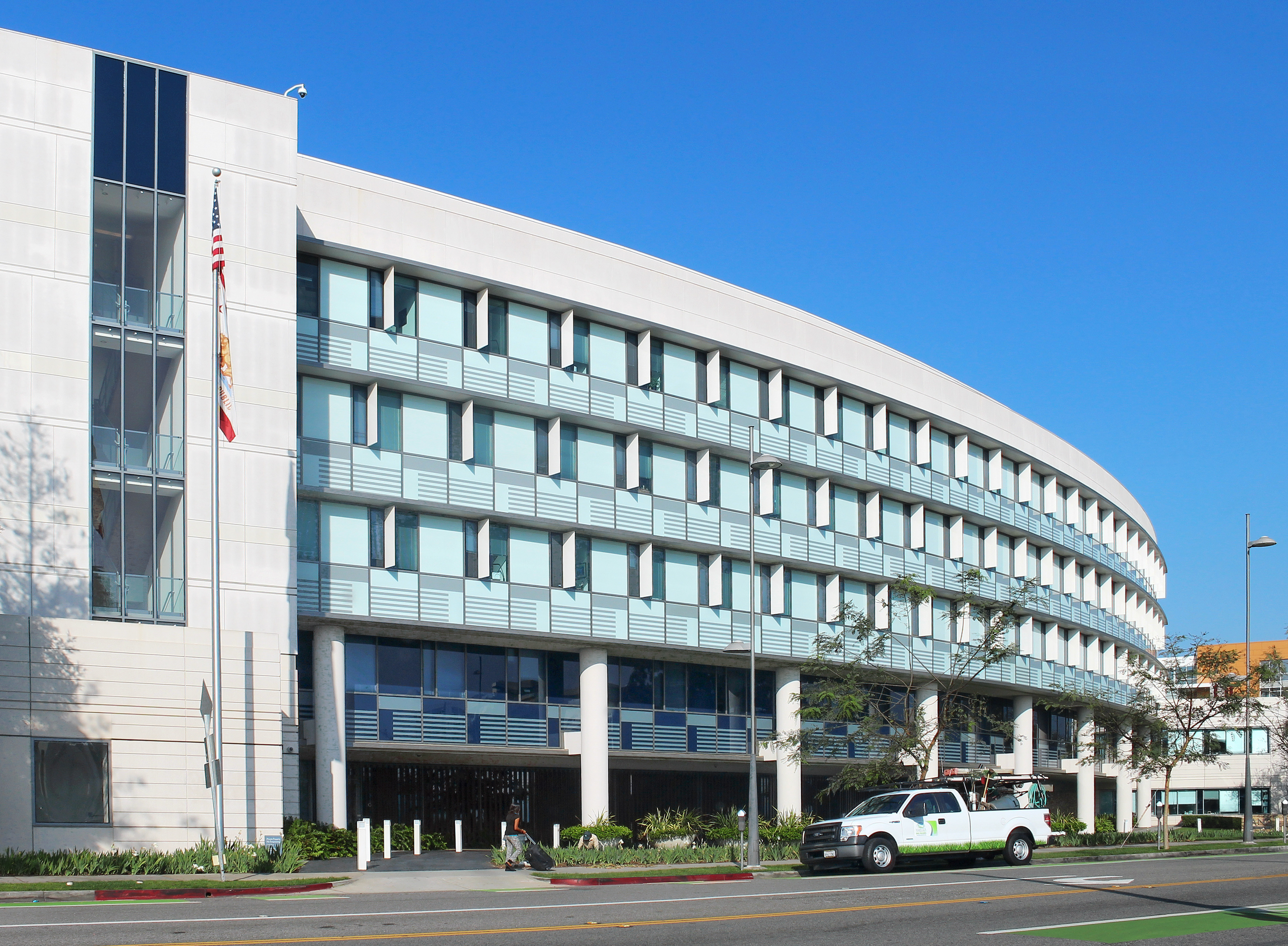
Rand Corporations huvudkontor i Santa Monica.

Rand Corporation, av tankesmedjan skrivet RAND Corporation, är en tankesmedja som härstammar från Project Rand, ett projekt som tillkom på initiativ av general Henry H. Arnold, chef för USA:s arméflygvapen, i samarbete med flygplanstillverkaren Douglas Aircraft.
Organisationen startade officiellt 1946 och har som uppgift att verka för vetenskap, utbildning och välgörenhet i det allmännas intresse. Målsättningen är att öka välfärd och säkerhet i USA.

## Bakgrund
1948 separerades organisationen från Douglas och fungerar idag i praktiken som en oberoende stiftelse med, i stort sett, samma verksamhet som vid grundandet. Verksamheten finansieras genom bidrag från företag, stiftelser, delstater och suveräna stater världen runt.
Länge var dock huvuduppgiften att bistå USA:s försvarsdepartement och trupper, bland annat med militär strategi. Tankesmedjan är upphov till många namn och uttryck, men även strategier i sig som kom att användas under kalla kriget, det främsta exemplet är mutual assured destruction, "ömsesidig garanterad förstörelse" av kärnvapen och att man använde det som avskräckande doktrin snarare än enbart en dystopi.